# Benthana schubarti
Benthana schubarti är en kräftdjursart som beskrevs av Lemos de Castro 1958. Benthana schubarti ingår i släktet Benthana och familjen Philosciidae. Inga underarter finns listade i Catalogue of Life.